# Alfred Escher
Johann Heinrich Alfred Escher vom Glas, conocido comúnmente como Alfred Escher (Zúrich, 20 de febrero de 1819 - Zúrich, 6 de diciembre de 1882) fue un político, industrial y pionero suizo de los ferrocarriles.

## Antecedentes y familia
Alfred Escher pertenecía a la antigua y muy influyente familia Escher vom Glas, de la que proceden numerosos políticos e ingenieros. Su abuelo, Hans Kaspar Escher (1755-1831), debió emigrar luego de la gran bancarrota en Zúrich y prestó servicio militar en Rusia. Su padre fue el comerciante Heinrich Escher (1776-1853), quien después de dos estadías en los Estados Unidos (1795-1806 y 1812-1814) adquirió una gran fortuna, y su madre fue Henriette Lydia Zollikofer. 
Alfred Escher creció en la villa construida por su padre, la "Villa Belvoir", en el distrito Enge de la ciudad de Zúrich, lugar donde residió toda su vida. En 1857 se casó con Auguste von Uebel (1838-1864). Del matrimonio nacieron sus hijas Lydia y Hedwig, que murió cuando era niña. Lydia Escher se casó en 1883 con Friedrich Welti (1857-1940), hijo del Consejero Federal Emil Welti. En 1890, poco antes del fin de su trágica vida, utilizó la fortuna Escher para crear la fundación Gottfried Keller.

## Político
Alfred Escher inició su red de contactos políticos desde la asociación de estudiantes Zofingia. Con apenas 25 años, Escher fue admitido en el Gran Consejo del Cantón de Zúrich y en 1846 fue elegido miembro de la Dieta Federal de Suiza. El 6 de noviembre de 1848 fue nombrado vicepresidente del Consejo Nacional. A este consejo perteneció ininterrumpidamente hasta el final de su vida y fue por tres veces su presidente. A lo largo de su carrera, estuvo involucrado al menos en 200 comisiones. Entre sus amigos del partido político estaban Jonas Furrer, primer Presidente federal y los miembros del consejo Jakob Stämpfli y Emil Welti. A Alfred Escher se le llegó a denominar con los sobrenombres de König Alfred (rey Alfred) y Zar von Zürich (zar de Zúrich). En la arena política, uno de sus principales opositores era el socialista Karl Bürkli.

## Cofundador de la Suiza moderna
Alfred Escher fue cofundador de la empresa Schweizerische Kreditanstalt (hoy Crédit Suisse, el segundo banco más grande Suiza), de la Schweizerische Rentenanstalt (hoy Swiss Life, la aseguradora de vida más grande de Suiza), así como del Polytechnikum (hoy ETH), y del Ferrocarril Suizo del Noreste. Su trabajo más reconocido fue la construcción del ferrocarril de San Gotardo.

## El rey de los ferrocarriles
Desde el inicio, Escher destacó como político de los ferrocarriles y lanzó una moción para el planeamiento de una red ferroviaria general para toda Suiza. Además, propuso que ésta fuera concesionada a empresarios privados. La mayoría de los designados a la comisión y de los miembros del Gobierno eran de la opinión de que la construcción de las líneas ferroviarias debía ser responsabilidad del Estado, mientras que la minoría, apoyados por Escher, creían lo contrario. En 1852 se empezó a deliberar una ley de ferrocarriles y el 28 de julio del mismo año ésta fue aprobada por el parlamento. En esta ley se estipulaba que se debía preservar la libertad de las empresas y que el Estado federal no debía rechazar concesiones más que por razones militares.
Alfred Escher quería probar también que era posible construir con éxito ferrocarriles privados, y fue presidente del ferrocarril Zürich-Bodenseebahn (Zúrich a Romanshorn en el lago de Constanza), el cual recibió la concesión federal el 28 de enero de 1853. Este ferrocarril se fusionó luego con el Schweizerischen Nordbahn (Ferrocarril del Norte). En la asamblea de fundadores del 12 de septiembre de 1853 fue elegido presidente de la dirección y se mantuvo en ese puesto hasta principios de 1872, cuando ascendió a la cúspide de la empresa del ferrocarril del San Gotardo. Sin embargo, hasta el día de su muerte en 1882 siguió siendo presidente de la junta administrativa del Nordostbahn (Ferrocarril del Noreste).
Escher propuso inicialmente un ferrocarril alpino para Suiza. En 1861 sugirió primero la línea pasando por el Lukmanier, la cual después desechó por razones técnicas que recomendaban construir un ferrocarril bajo el puerto de montaña de San Gotardo. Por su iniciativa, en agosto de 1863, 15 cantones y las empresas Centralbahn y Nordostbahn acordaron formar la Asociación para la Construcción del Ferrocarril de San Gotardo (Vereinigung zur Anstrebung der Gotthardbahn). Escher participó en el comité de negociaciones que reunía a los capitalistas, las autoridades federales y cantonales, los gobiernos de los países vecinos Alemania e Italia, así como otros grupos interesados. Poco después, el proyecto de construir el ferrocarril de San Gotardo triunfó finalmente sobre las demás propuestas de ferrocarriles alpinos.
En 1872 Alfred Escher fue elegido director de la administración del ferrocarril de San Gotardo, y a mediados de 1873 dieron comienzo las obras. Sin embargo, grandes dificultades y aumentos imprevistos en los costos de construcción empañaron el proyecto. Debido a esto, surgieron grandes críticas en contra de la dirección de Escher. Mientras la dirección se trasladaba de Zúrich a Lucerna, el 2 de julio de 1878 Alfred Escher renunció a su puesto. Alfred Escher no fue invitado a la inauguración en 1880 del túnel ferroviario de San Gotardo, una de las obras necesarias para el ferrocarril de San Gotardo, ni pudo asistir a la apertura del mismo el 1 de junio de 1882. Escher murió a finales de ese año.
El 22 de junio de 1889 se instaló en la plaza de la estación de trenes de Zúrich un monumento creado por Richard Kissling para recordar a Alfred Escher como pionero de la red de ferrocarriles de Suiza.
El patrimonio de Alfred Escher se encuentra en los siguientes archivos y bibliotecas:
- Archivo Federal Suizo (Schweizerisches Bundesarchiv), Berna.

- Biblioteca Nacional del Cantón de Glarus (Landesbibliothek des Kantons Glarus), Glarus.

- Archivo Estatal del Cantón de Zúrich (Staatsarchiv des Kantons Zürich), Zúrich.

## Lista de los cargos de Alfred Escher
Esta lista sigue sin tener parangón en toda Suiza:
- 1840-1841: Presidente de la asociación de estudiantes de Zofingia.

- 1844-1882: Parlamento cantonal de Zúrich.

- 1844-1847: Docente privado en la Universidad de Zúrich.

- 1848-1855: Gobierno de Zúrich (ejecutivo).

- 1848-1882: Consejo Nacional (parlamento federal).

- 1849-1855: Miembro del consejo de iglesias de Zúrich.

- 1849-1850: Presidente del Consejo Nacional.

- 1853-1872: Presidente de la dirección del ferrocarril Nordostbahn.

- 1854-1882: Vicepresidente del consejo escolar del ETH.

- 1856-1857: Presidente del Consejo Nacional.

- 1856-1878: Presidente del consejo de administración de Schweizerische Kreditanstalt (hoy Crédit Suisse).

- 1858-1874: Presidente del consejo de supervisión de Rentenanstalt (hoy Swiss Life).

- 1859-1875: Miembro del parlamento de la ciudad de Zúrich.

- 1862-1863: Presidente del Consejo Nacional.

- 1872-1878: Presidente de la dirección de la empresa del ferrocarril Gotthardbahn.

- 1872-1882: Presidente de la administración del ferrocarril Nordostbahn.

- 1879-1882: Presidente de la administración de Schweizerische Kreditanstalt (hoy Crédit Suisse).

## Enlaces
- Alfred Escher der Vaterlandsvater (enlace roto disponible en Internet Archive; véase el historial, la primera versión y la última)., Artículo de Markus Somm en: Die Weltwoche, febrero de 2006 (en alemán)
- Alfred Escher de Credit Suisse

- Datos: Q115569
- Multimedia: Alfred Escher / Q115569